# Canoa/kayak ai Giochi della XIV Olimpiade
Le9 gare di canoa/kayak ai Giochi della XIV Olimpiade si svolsero l'11 ed il 12 agosto 1948 nel bacino di regata The Straight Course, a Henley-on-Thames.
Il programma prevedeva nove gare, per la prima volta fu inclusa una gara femminile.

## Calendario
| C1 1000 maschile  |  |  |  |  |  |  |  |  |  |  |  |  |  |        | Finale |  |  |
| C2 1000 maschile  |  |  |  |  |  |  |  |  |  |  |  |  |  |        | Finale |  |  |
| C1 10000 maschile |  |  |  |  |  |  |  |  |  |  |  |  |  | Finale |        |  |  |
| C2 10000 maschile |  |  |  |  |  |  |  |  |  |  |  |  |  | Finale |        |  |  |
| K1 1000 maschile  |  |  |  |  |  |  |  |  |  |  |  |  |  |        | Finale |  |  |
| K2 1000 maschile  |  |  |  |  |  |  |  |  |  |  |  |  |  |        | Finale |  |  |
| K1 10000 maschile |  |  |  |  |  |  |  |  |  |  |  |  |  | Finale |        |  |  |
| K2 10000 maschile |  |  |  |  |  |  |  |  |  |  |  |  |  | Finale |        |  |  |
| K1 500 femminile  |  |  |  |  |  |  |  |  |  |  |  |  |  |        | Finale |  |  |

## Podi
| Evento                    | Oro                                           | Perform.  | Argento                                      | Perform.  | Bronzo                                  | Perform.  |
| Maschili                  |                                               |           |                                              |           |                                         |           |
| C1 1000 metri (dettagli)  | Josef Holeček                                 | 5'42"0    | Douglas Bennett                              | 5'53"3    | Robert Boutigny                         | 5'55"9    |
| C2 1000 metri (dettagli)  | Cecoslovacchia Jan Brzák-Felix Bohumil Kudrna | 5'07"1    | Stati Uniti Stephen Lysak Stephen Macknowski | 5'08"2    | Francia Georges Dransart Georges Gandil | 5'15"2    |
| C1 10000 metri (dettagli) | František Čapek                               | 1-02'05"2 | Frank Havens                                 | 1-02'40"4 | Norman Lane                             | 1-04'35"3 |
| C2 10000 metri (dettagli) | Stati Uniti Stephen Lysak Stephen Macknowski  | 55'55"4   | Cecoslovacchia Václav Havel Jiří Pecka       | 57'38"5   | Francia Georges Dransart Georges Gandil | 58'00"8   |
| K1 1000 metri (dettagli)  | Gert Fredriksson                              | 4'33"2    | Frederik Kobberup Andersen                   | 4'39"9    | Henri Eberhardt                         | 4'41"4    |
| K2 1000 metri (dettagli)  | Svezia Hans Berglund Lennart Klingström       | 4'07"3    | Danimarca Ejvind Hansen Bernhard Jensen      | 4'07"5    | Finlandia Ture Axelsson Nils Björklöf   | 4'08"7    |
| K1 10000 metri (dettagli) | Gert Fredriksson                              | 50'47"7   | Kurt Wires                                   | 51'18"2   | Eivind Skabo                            | 51'35"4   |
| K2 10000 metri (dettagli) | Svezia Gunnar Åkerlund Hans Wetterström       | 46'09"4   | Norvegia Ivar Mathisen Knut Østby            | 46'44"8   | Finlandia Ture Axelsson Nils Björklöf   | 46'48"2   |
| Femminili                 |                                               |           |                                              |           |                                         |           |
| K1 500 metri (dettagli)   | Karen Hoff                                    | 2'31"9    | Alida van der Anker-Doedens                  | 2'32"8    | Friederike Schwingl                     | 2'32"9    |

## Medagliere
| Pos.   | Paese          | Oro | Argento | Bronzo | Totale |
| ------ | -------------- | --- | ------- | ------ | ------ |
| 1      | Svezia         | 4   | 0       | 0      | 4      |
| 2      | Cecoslovacchia | 3   | 1       | 0      | 4      |
| 3      | Stati Uniti    | 1   | 2       | 0      | 3      |
| 3      | Danimarca      | 1   | 2       | 0      | 3      |
| 5      | Finlandia      | 0   | 1       | 2      | 3      |
| 6      | Canada         | 0   | 1       | 1      | 2      |
| 6      | Norvegia       | 0   | 1       | 1      | 2      |
| 8      | Paesi Bassi    | 0   | 1       | 0      | 1      |
| 9      | Francia        | 0   | 0       | 4      | 4      |
| 10     | Austria        | 0   | 0       | 1      | 1      |
| Totale | Totale         | 9   | 9       | 9      | 27     |